# 希斯泰恩
希斯泰恩，是西班牙阿拉贡自治区韦斯卡省的一个市镇。总面积76平方公里，总人口168人（2001年），人口密度2人/平方公里。